# 柊木りお
ヒイラギ リオ（1994年12月20日 - ）は、日本の女性マルチプレイヤー。千葉県東金市出身。身長149cm。血液型はA型。弟が1人いる。
柊木 りお（ひいらぎ りお）の名前で活動を開始したが、2018年11月24日に一時「さくらちゃん。」に改名、2日後の11月26日に「ヒイラギリオ」へ再改名。推し名は「ちぇりおーず」、マークは🌸。キャッチフレーズは「高まリオリオ」。

## 概要
2011年からライブアイドルとして活動開始、数々のコンテストで入賞し注目を集める。ユニットやグループでの活動を経て、2013年1月、1stソロ・シングル「キマグレI love you」を発売。ニコニコ生放送やツイキャスなどのインターネット放送を自身で毎日行い日本全国のファンとの交流を積極的に行う。
2014年はフランスで開催されたJapan Expoに出演、台北（台湾）でのアイドルイベントに出演など海外での活動を本格化し、多方面から注目を集める。8月に発売した4thシングル「輪廻の恋」は初のオリコンチャート入りを果たした。10月にはSHOWROOMイベント「THE ROAD TO HALLOWEEN PARTY 2014」においてVAMPSが主宰する“HALLOWEEN PARTY 2014”への出演権を獲得し、出演を果たした。
フェレットを2匹飼養しており、YouTubeでフェレットちゃんねるというサブチャンネルを持っている。2匹の名前は「だいふく」と「しょうふく」。だいふくは2020年10月、しょうふくは2021年の1月に亡くなった。
オールナイトニッポンモバイルで番組『柊木りおのオールナイトニッポンモバイル』を配信していた。
上はhihihiA#（ラ#）から下はlowA#（ラ#）まで、4オクターヴ+11半音という幅広い声域の持ち主。
配信企画の中で、日本全国を自転車で巡ったり、徒歩で山手線一周したり、早食いなどにも挑戦した。
各地の単独公演の会場に自転車で参上するというかたちで、44都道府県、約8,800kmを自転車で走破した。
- 2016年4月　13日間 870km（北海道新幹線開通記念企画　新函館北斗駅をチャリで見に行ってみた　東京 - 函館）
- 2016年5月　2日間 76km（秋葉原 - 新潟）
- 2016年6月　25日間 167km（九州本島最南端の地 佐多岬へ　東京 - 鹿児島県佐多岬）
- 2016年10月　25日間 1,710km（東北一周）
- 2017年5月　38日間 2,600km（西日本一周　東京 - 石川 - 大阪 - 鹿児島 - 大阪）
- 2017年7月　1日間 5km（沖縄）
- 2017年8月　6日間 370km（秋葉原 - 仙台）
- 2017年9月　12日間 422km（北海道 函館 - 宗谷岬）
- 2017年10月　20日間 1,055km（名古屋 - 熊本）

2019年7月に、自動車運転免許を取得した。

## 略歴
- 2011年
  - 6月 アイドル発掘・育成ルーム「ダイヤの原石」[注 1]に所属。
  - 8月 ソロ活動開始。
- 2012年
  - 1月 第2回萌えクイーンコンテスト決勝に進出し、審査員特別賞を受賞。
  - 2月 ダイヤの原石選抜ユニットHeart&CupidでCD「Diamond rough」を発売。約1ヶ月で1000枚を完売。
  - 9月 オムニバスアルバムCD "次世代アイドル革命!! Blue Lips" に Heart ＆ Cupidでメインボーカルとして参加。
  - 12月 Twin Box AKIHABARAにて1stワンマンライブ「18歳の誕生日」を開催。チケット140枚を完売。
- 2013年
  - 1月 第3回萌えクイーンコンテストで2年連続で決勝に進出し、審査員特別賞を受賞。1stソロ・シングル「キマグレI love you」を発売。タワーレコード新宿にてインストアイベントを開催。
  - 3月 アイドルスタジアム at SHIBUYA-AX出演。アイドルユニット「ALLOVER」に加入。
  - 5月 りおりおカフェを2014年6月まで営業[6][7]。
  - 6月 2ndシングル「青色FLAVOR」を発売。2013年 6月 Twin Box AKIHABARAにて2nd ワンマンライブ 「柊木りおは最高です☆ワンマン来るのは義務なんです」を開催。
  - 12月 3rdシングル「Dear...」を発売。ダイヤの原石、ALLOVERを卒業。渋谷clubasiaにて3rdワンマンライブ「19歳の決意」を開催。
- 2014年
  - 5月 渋谷clubasiaにて4th ワンマンライブを開催。
  - 8月 4thシングル「輪廻の恋」を発売。
  - 10月 幕張メッセ国際展示場にてVAMPS主宰の「HALLOWEEN PARTY 2014」に出演。
  - 11月 Ash OSAKA（大阪市）にて5th ワンマンライブin大阪  ～関西熱い!揺らせ大阪!!〜 を開催
  - 12月 川崎CLUB CITTA'にて6thワンマンライブ ～20th Birthdayカウントダウンライブ　一緒にお祝いしましょう～（第1部）～二十歳の奇跡は起こせる!1000人ライブは実現する!～（第2部）を開催。
- 2015年
  - 4月 上野恩賜公園野外ステージにてメジャー・デビュー記念フリーライブを開催[8]
  - 5月15日 テレビ朝日『アイドルお宝くじ』に出演。「キマグレ I love you ～ワタシを見つけて～」を歌唱し、5位を獲得。
  - 7月 フランスのパリで行われた 「Japan Expo 2015 PARIS」に出演。メインステージで歌う[9]。イギリス・ ロンドンで行われた HYPER_JAPANに出演。中国 マカオにて「第2回マカオ国際ボードゲーム同人アニメ展」に出演。
  - 12月 品川ステラボールにて「21st Birthday One-man Live」を開催。
- 2016年
  - 1月 フジテレビ新春特番「アイドル New Year サミット 2016」に出演。
  - 9月30日 豊田大谷高等学校（愛知県豊田市）の文化祭に出演。
  - 12月 東京キネマ倶楽部にてワンマンライブ「柊木りお バースデー2016 ～合言葉はにゃんにゃんお!～」を開催。
- 2017年
  - 2月 幕張メッセ国際展示場にて「JAEPO×闘会議 2017」のKONAMIブースにて「BEMANI SPECIAL LIVE in JAEPO2017」に出演。
  - 3月1日 アメリカ マイアミにてゲームアプリ「Pokémon GO」における第2世代金銀世界図鑑を女性として最速でコンプリート。
  - 8月 ツイキャステレビCMにナレーションで出演。TBS系列等全国ネットで放映
  - 9月 シンガポール マリーナベイ・サンズにて「STGCC(Singapore Toy, Game & Comic Convention) 2017」に出演。
  - 10月 イギリスBBC制作ドキュメンタリー映画「Tokyo Idols」で主演。世界各国の映画館で上映された後、Netflixにて全世界に配信開始。
- 2018年
  - 2月1日 柊木りおで「第6回 2018台北国際アニメ展（台北國際動漫節（Taipei International Comics & Animation Festival））」出演
  - 7月 Mt.RAINIER_HALL_SHIBUYA_PLEASURE_PLEASURE（東京都渋谷区）でワンマンライブを開催
  - 12月 エフエムさがみ うかんむり MCとして参加
- 2019年
  - 9月 株式会社ライバーに所属したことが発表された[10]。
- 2021年
  - 11月 TOKYO MXの深夜番組「ドキュメンタリー番組 爪痕」でライブ配信3000日を称える特番が組まれる。
- 2023年
  - 1月 株式会社IZUMI PROMOTIONと業務提携

## 作品

### シングル
- キマグレI love you（2013年1月13日、Ciffon、通常版：CIM-045）
表題曲の他、オリジナル曲「視線の中だけI love U」、「つくりわらいの影法師」を収録
廃盤になっており、通販サイトでは、5万円を超える高値で売られていることもある。[要出典]
- 青色FLAVOR（2013年6月26日、AKIBA KOUBOU、通常盤：AKBR-1）
表題曲の他、オリジナル曲「DRAWING☆」、「りおりおり→の唄」を収録
- Dear...（2013年12月20日、サンライティング、通常盤：TRBR0001）
表題曲の他、オリジナル曲「ひゆるかわ」、「Answer」を収録
- 輪廻の恋（2014年8月27日、通常盤A：IVYR-1035、通常盤B：IVYR-1036、通常盤C：IVYR-1037）
表題曲の他、オリジナル曲「Determination」（Aのみ）、「らぶりぽ！」（Bのみ）、「Future×Exceed」（Cのみ）を収録
- キマグレ I love you ～ワタシを見つけて～（2015年4月1日発売、IVY Records）（初回限定盤 CD+DVD (A)：QAIR-30001、初回限定盤CD+写真集仕様ブックレット(B)：QAIR-10001、通常盤C：QAIR-10002、通常盤D：QAIR-10003、通常盤E：QAIR-10004、通常盤F：QAIR-10005）
表題曲の他、「視線の中だけ I love U～微笑んだキミの横顔～」「何でもない日バンザイ!!（作詞:柊木りお）」「マジカルスノー（作詞:柊木りお）」「つくりわらいの影法師～夕闇サディスティック～」「あきばロマンス 〜ヲタクの聖地☆Akihabara〜（作詞:柊木りお）」「鮮血 the END（作詞:柊木りお）」を収録
- BANZAI! BANZAI!（2016年4月6日発売、IVY Records、初回限定盤A：QAIR-30009、初回限定盤B：QAIR-30010、通常盤C：QAIR-10032、通常盤D：QAIR-10033、通常盤E：QAIR-10034、通常盤F：QAIR-10035）
前山田健一プロデュース。
表題曲の他、オリジナル曲「愛憎ディストピア」、「Please be mine.」、「桜Conflict」、「AWAKE」（いずれも作詞:柊木りお）を収録
- Stella From U（2021年3月31日発売、Bestchannel/IZUMI PROMOTION inc.）
作曲: ＿＿（アンダーバー）、作詞:ヒイラギリオ。
デジタル音楽配信限定シングルエフエムさがみ うかんむり OP曲

### ユニット名義シングル
- Diamond rough（2013年12月20日、色彩RECORDS、通常盤：MSSR-1031）※ Heart & Cupid 名義
表題曲の他、オリジナル曲「さよならAgain☆」を収録

### コンピレーション等
- 次世代アイドル革命!! Blue Lips（2011年4月4日、テイチクエンタテインメント）※ Heart & Cupid by ダイヤの原石 名義[11]
Heart&Cupid by ダイヤの原石の「ONE～ココロハツナガル～」を収録

### 映画
- Tokyo Idols（2017年、BBC、三宅響子 監督）- 柊木りお主演。2017年サンダンス映画祭ドキュメンタリー部門ノミネート作品。2017年10月より日本を始め世界各国でNetflixにて配信開始。Tokyo Idols

### ミュージック・ビデオ
- BANZAI!BANZAI!
- 輪廻の恋
- あきばロマンス - 日本語版のほか、한국어 版、简体中文版、フランス語版、繁体中文版、英語版がある。
- キマグレI love you ～ワタシを見つけて～

- （客演）流星シンフォニー　ダイログ　2017年

### ドラマCD声優出演
- DUEL!　2017年　主題歌『DUEL!』の作詞、歌唱も担当

### ビデオゲーム楽曲
- AWAKE　柊木りお featured by TAG　DanceDanceRevolution（2014年）（作詞:柊木りお）
- Determination　柊木りお　DanceDanceRevolution（2014年）/ jubeat saucer fulfill
- TSUBASA　柊木りお featured by TAG　DanceDanceRevolution（2014年）（作詞:柊木りお）
- Hopeful　柊木りお featured by SOTAG　DanceDanceRevolution A（作詞:柊木りお）
- インドがパッカーン!!煩悩マハラジャドリーム　ARM × かたほとり ft. 柊木りお　jubeat festo
- Show me your moves  BEMANI Sound Team "TAG" feat.柊木りお  DanceDanceRevolution A -『Dance Dance Revolution』稼働20周年記念楽曲。
- サクラあっぱれーしょん  Remixed by BEMANI Sound Team "TAG" feat.柊木りお beatmania IIDX 26 Rootage - 『でんぱ組,inc』のカバー曲。
- 未練タラッタ　BEMANI Sound Team "TAG" feat.ヒイラギリオ GITADORA NEX+AGE（作詞:ヒイラギリオ）
- MOVE! (We Keep It Movin') Jonny Dynamite!,Lisa - paint with stars -,Rio Hiiragi by BEMANI Sound Team "U1-ASAMi"  Dance Dance Revolution A20 PLUS、beatmania IIDX 28 BISTROVER、jubeat festo、SOUND VOLTEX EXCEED GEAR - イベント『BEMANI 2021 真夏の歌合戦5番勝負』連動楽曲。

### 写真集（電子書籍）
- アイドルの本棚　写真集　柊木りお編1　2018年　eBookLapan
- アイドルの本棚　写真集　柊木りお編2　2018年　eBookLapan

### ミュージック・ビデオ
- 早稲田塾（歌、詞：けったろ、曲、ピアノ：まらしぃ、アニメーション：小坂由布紀、ドラム：タブクリア店長、ベース：drm、映像：llcheesell、プロデュース：前田地生）

## 連続ネット配信記録
- 2014年12月17日、2013年1月25日より続けてきたニコニコ生放送、ツイキャス、SHOWROOMでのネット配信が連続700日を記録。[12]
- 2015年10月20日、アメリカ、ロサンゼルスでネット配信連続1000日を達成。[注 2]
- 2017年9月22日、毎日配信1700日目を突破。
- 2018年3月6日、ニコニコ生放送での生放送を終了